# Dalmål
Dalmål kallas de i Dalarna förekommande nordiska dialekterna.
I landskapets nordligaste hörn, de ursprungligen norska socknarna Särna och Idre, talas en karakteristisk dialekt som påminner om norska, och i sydvästra Dalarna (i synnerhet i Tyngsjö och Säfsnäs) talas värmländskt mål. I övrigt kan de olika dalmålen betraktas som svenska folkmål, som ansluter sig närmast till den uppsvenska dialektgruppen (i Gästrikland, Uppland, norra och östra Västmanland). Men de visar även en del likheter med målen i övriga landskap som gränsar till Dalarna. Man brukar skilja mellan dalabergslagsmål, som talas i sydöstra Dalarna, och de egentliga dalmålen.

## Geografisk hemvist för de egentliga dalmålen
- Ovansiljan: socknarna Ore, Orsa, Våmhus, Älvdalen, Mora, Venjan, Sollerön.
- Nedansiljan: socknarna Boda, Rättvik, Bjursås, Ål, Siljansnäs, Leksand, Gagnef.
- Övre Västerdalarna: socknarna Lima, Transtrand.
- Nedre Västerdalarna: socknarna Malung, Äppelbo, Järna, Nås, Floda, kapellaget Mockfjärd i Gagnefs socken.
- Floda och Mockfjärd kan anses utgöra en egen grupp.

Mycket självständiga är de egentliga dalmålen (i synnerhet i Älvdalen, Mora och Orsa, i viss grad även i Ore, Rättvik och Leksand), samt västerdalmålen. Älvdalskan är det av dalmålen som bäst bevarat sina ålderdomliga drag. Detta språk ådrog sig redan tidigt forskningens uppmärksamhet, då det på ett mycket markant sätt avviker från annan svenska. I många hänseenden är det mycket ålderdomligt. I andra hänseenden har det skilt sig från fornspråket och utvecklat speciella drag, som är sällsynta i andra mål. Karakteristiskt för "dalmålet" är en uttalad splittring i en mängd snävt begränsade och lätt urskiljbara lokalmål, som ofta omfattar endast en enda by eller till och med del av en by.
För främlingar är "dalmålet" så gott som obegripligt utan särskilda studier. Detta gäller dock inte i samma grad om Rättviks- och Leksandsdialekterna. De är mera lättförståeliga och kan anses bilda övergång från de mer ålderdomliga dialekterna. Sådana övergångsmål är också målen i Ål, Bjursås och Gagnef. Gagnefsmålet närmar sig västerdalsdialekterna, vilka också i viss mån kan anses som övergångsmål, men som i många hänseenden intar en mera självständig ställning, i synnerhet i de övre socknarna. De visar möjligen likheter med angränsande norska mål.
Från Gagnef är språnget rätt stort över till Stora Tuna-målet, som hör till Dalarnas bergslagsmål, ett relativt enhetligt och ganska normalt uppsvenskt dialektkomplex som omfattar hela södra Dalarna (Stora Kopparberg, Hedemora och Västerbergslagen). Mest avvikande inom detta komplex är Svärdsjö- och västerbergslagsmålen, som närmar sig hälsingemål respektive västerdalsspråk (över Grangärde och Floda). Bergslagsmål talas även i norra delen av Västmanland. Bergslagsmålet ansluter ganska nära med angränsande uppsvenska mål, kanske mest med östra Västmanlands dialekter.
I vardagligt tal avser många med dalmål ofta även regionalt färgat riksspråk från Dalarna, det vill säga en lexikalt och morfologiskt "riksspråklig" svenska med en för Dalarna karakteristisk intonation och prosodi. Inom lingvistiken skiljer man mellan regionalt färgat riksspråk och genuina dialekter och dalmål används uteslutande om dialekter i den senare bemärkelsen.

## Dalmålets fonologi
I likhet med de flesta mål i norra och mellersta Sverige har dalmålen supradentalt tungspets-r och kakuminalt (med tungspetsen mot gomtaket) tjockt l. Supradentalerna förekommer dock mera begränsat än vanligt, exempelvis blir rs ofta ss (till exempel koss kors), rn i södra Dalarna blir r (till exempel bar barn, björ björn, upp t.o.m. Rättvik, Leksand och Västerdalarna). I egentligt dalmål är ofta nn, och rt, rd bevarade utan assimilation (från och med Gagnef norrut). l är vanligtvis inte kakuminalt efter i och e, utom i egentligt dalmål, vilket i fråga om l har gått sina egna vägar och till och med delvis kan använda kakuminalt l i början av ord, till exempel låta. Dalmålen har på vanligt sätt förlorat -n och i regel -t i obetonade ändelser, till exempel sola el. sole solen, gâtu gatan, biti bitit. Liksom andra uppsvenska mål har de ofta i i ändelser för riksspråkets e, till exempel funnin funnen, muli mulet, härvil härvel (att nysta garn på), har g-ljud, ej j, i rg och lg, till exempel varg, lång vokal framför m i många ord, där riksspråket har kort, till exempel tima timme, töm tom. j har ej spårlöst försvunnit efter k, g i ord som äntja änka, bryddja, brygga. Som i de nordligare uppsvenska och i de norrländska målen har g, k även i inljud uppmjukats till tj, (d)j, till exempel sättjin el. sättjen säcken, botja el. botje boken, nyttjil nyckel. Dessa drag utmärker alla dalmål.
Karakteristiskt för vokalsystemet i speciellt övre Dalarna, med undantag för egentligt dalmål är bruket av öppet och slutet a, som användas på helt annat sätt än i riksspråket: det öppna kan förekomma som långt och det slutna som kort, till exempel hara hare med öppet a i första, slutet i andra stavelsen, katt, bakka, vagn med slutet, skabb, kalv med öppet a; öppet å-ljud (o) ersätts ofta av ett ljud mellan å och ö; u-ljudet har en klang, som liknar det norska u; ä och e är väl skilda; den svagtoniga vokalen har ofta en klang av ä. Till de intressantaste dragen hos dialekterna i Älvdalen, Mora och Orsa hör att de ännu i stor utsträckning bevarar de nasala vokalljud, som tidigare fanns i alla nordiska dialekter. Vidare märks att de långa i, y, u diftongerats, vanligen till ai, åy, au, till exempel ais is, knåyta knyta, aute ute. v har kvar det fornnordiska uttalet w (som w i engelska), l utelämnas vanligen framför g, k, p, v, till exempel kåv kalf, fok o. d. folk. h utelämnas, till exempel and hand (i älvdals-, orsa- och moramålen, samt i Rättvik och delar av Leksand). På samma sätt har många ord tillagda h:n som häven, hälsklig, hägde. Dessa drag har dalmålet gemensamt med de äldre Upplandsdialekterna.
Ett par fornnordiska diftonger kvarstår i västerdaladialekterna i Lima och Transtrand. Diftongen au, som i rikssvenska har uttalet ö, har i dessa områden fått en något förändrad form, ôu, till exempel dôu (död). De fornsvenska diftongerna ei och öy (som i rikssvenska har blivit e respektive ö) har fått uttalet äi, till exempel skäi (sked) respektive häi (hö).

## Dalmålets morfologi
I formläran i dalmålet i södra Dalarna (huvudsakligen i bergslagsmålet) märks svaga fem. på -u: vikku vecka, flugu fluga, ladu e1. lädu lada (däremot bryddja, om stammen har ett långt ljud), svaga mask. på -a: hara, staka, bakka. Bestämda former är mask. båtn båten, ryddjin (södra Dalarna till Gagnef) el. ryddjen ryggen, fem. sola, botja (södra Dalarna till och med delar av Leksand och Västerdalarna), sole, botje ("dalmål"), mask. haran el. harn haren, fem. vikku veckan, neutr. huse huset, tatji (södra Dalarna till Gagnef) el tatje taket; obest. plur. mask. och stark fem. -är, till exempel hestär hästar (mindre ofta hestar), sokknär socknar, prästär (el. prästar) präster, svag fem. -ur (mest södra Dalarna), till exempel flikkur flickor, neutr. tak tak, ditjen diken (d:o). Best. plur. hestan(ä), prästan(ä) (södra Dalarna upp emot Tuna och Falun) el. hestan (norr om Falun), sokknan(ä) el. sokknan, flikkun(ä) (södra D.), flikkun el. flikkon (norrut).
I övre Dalarna har deklinationen fått en säregen utveckling, i synnerhet genom sammanfall av olika deklinationstyper. I delar av Gagnef har till exempel nästan alla substantiv fått samma böjning i plur.: karör karlar, flikkör flickor, barör barn, äpplör äpplen; best. f. karan, flikkan, baran, äpplan. I stället har åtminstone "dalmålet" (t.o.m. delar av Leksand samt Djura) och västerdalsmålen bevarat den gamla kasusböjningen, i synnerhet dativformerna, till exempel i bu(d)om o. d. i fäbodarna. (Också i övrigt visar dessa många ålderdomliga drag i fråga om ordböjningen -liksom i ljudsystemet-, men för dessa redogörs ej här.)
I adjektivböjningen i södra Dalarna märks plural utan ändelse, till exempel all händär alla händer, mång gångur många gånger, adj. på -in: rolin rolig, på u(g): toku(g) tokig. Mig, dig, sig heter vanligen mäg, däg, säg, våråm, andråm (södra Dalarna) är fem. av vår, annan. Verb förlorar ofta -a i infinitiv, till exempel spring kapp, tjör hästar. Kasta och liknande verb har i presens kastär liksom mötär möter. Imperfektum heter oftast kasta. Det heter vari, väri el. vuri varit, havi el. hävi haft, vart, vurti blev, blivit.
I övre Dalarna är verbböjningen egendomligt utvecklad, i det egentliga dalmålet är den i vissa hänseenden mycket ålderdomlig. Beträffande ordförrådet märkes en stor mängd egendomliga och annars sällsynta ord, i synnerhet i de övre socknarna.
I södra Dalarna är det mera normalt. Månen heter överallt tunglet och våren heter lådingen (jfr. gotländska ladingen!), ord som bl. a. använts av Dalarnas skald, E. A. Karlfeldt. Itji el. tji kan användas i stället för inte. Adverb på -e slutar vanligtvis på -a: inna, nera, ôppa liksom i Västmanland och Gästrikland. Mil är neutrum och vagn feminimum. Namnskicket är karakteristiskt: de gamla gårdsnamnen brukas som släktnamn och sätts före dopnamnet, till exempel Back Pär Erssa.